# Роузбъд (окръг)
Окръг Роузбъд (на английски: Rosebud County) е окръг в щата Монтана, Съединени американски щати. Площта му е 13 020 km², а населението - 9248 души (2017). Административен център е град Форсайт.